# Sahara (Szyndzielnia)
Sahara – nieczynny narciarski stok slalomowy na Szyndzielni w pobliżu kolei gondolowej, a na którym działał wyciąg orczykowy.
Stok rozpoczął działalność w latach 50. po powstaniu kolei gondolowej na Szyndzielni, natomiast przestał działać we wczesnych latach 90..
Temat ponownego zagospodarowania stoku regularnie powracał w mediach i podczas sesji Rady Miasta, jednak w 2010 roku Regionalna Dyrekcji Ochrony Środowiska w Katowicach nie zgodziła się na wylesianie terenów na Szyndzielni. Zamiast tego w 2013 w ramach dofinansowaniach „Infrastruktury turystyczno-rekreacyjna w Bielsku-Białej” otworzono Bielsko-Bialski Ośrodek Rekreacyjno-Narciarski „Dębowiec”.
Wiosną 2019 roku otwarto trasę rowerową Sahaira, której nazwa ma nawiązywać do starego stoku.